# Mamby Sidibé
Mamby Sidibé, né en janvier 1891 à Niaméfé (cercle de Kita) et mort en 1976, est un enseignant, ethnographe et historien malien. Il est considéré comme une figure marquante du développement de la pensée historique et ethnographique au Mali, notamment à travers son engagement dans les premières institutions intellectuelles du Soudan français et son rôle dans la construction du récit national malien après l’indépendance.

## Biographie

### Jeunesse et formation
Mamby Sidibé commence sa scolarité à l’école des fils de chefs de Kayes, à la rentrée scolaire 1909-1910, à la place du fils du chef de son village. Il poursuit ses études à l’école normale de Saint-Louis du Sénégal, d’où il sort avec un Certificat d’aptitude à l’enseignement (CAE). Il entame ensuite une carrière d’instituteur dans diverses écoles d’Afrique-Occidentale française, notamment à Ouagadougou, Fada N’Gourma, Goundam, Banfora, Bobo-Dioulas et Diébougou, de 1914 à 1925,.
En 1927, il demande à rester au Soudan français. Il enseigne à l’école primaire supérieure de Bamako à deux reprises (1927–1933 puis 1937–1940) et occupe les fonctions de directeur d’écoles régionales à Niafounké (1933–1936) et à Bandiagara (1936 puis 1941–1943),.

### Carrière

#### Engagement politique
À partir de 1931, Sidibé s’engage dans des activités culturelles et politiques. Il participe à la Société de distraction, puis fonde en 1937 l’Association des lettrés du Soudan, qui deviendra plus tard le Foyer du Soudan. Cette organisation, bien que déclarée apolitique, sert de cadre à des discussions politiques entre intellectuels comme Mamadou Konaté et Modibo Keïta, futurs leaders de l’indépendance malienne. Sidibé en est le premier président,.
À cause de cette implication politique, il est muté à Bandiagara, où il reste jusqu’en 1943. Cette année-là, après un échec au concours du Diplôme supérieur d’aptitude professionnelle, il est affecté à l’Institut français d’Afrique noire (IFAN). Il suit un stage à Dakar, puis fonde et dirige le centre de recherche local de l’IFAN à Niamey de 1944 à 1949,.
Durant son séjour au Niger, il devient président du Comité d’études franco-africaines (CEFA) et dirige la section nigérienne du Rassemblement démocratique africain (RDA), le Parti progressiste nigérien (PPN). En 1948, il remet un cahier de doléances au Haut-Commissaire. Il est élu conseiller territorial à Kita en 1952, mandat qu’il exerce jusqu’en 1957. Il se retire ensuite de la vie politique,.

#### Engagement scientifique
Mamby Sidibé consacre une autre partie de sa vie à la recherche ethnographique et historique. Son premier article paraît en 1916 dans le Bulletin de l’Enseignement de l’Afrique Occidentale Française. Il publie jusqu’en 1929 dans cette revue, puis dans Notes africaines et Présence africaine. Selon l'anthropologue Nicholas S. Hopkins, il est l’auteur de 53 publications entre 1916 et 1972,.
Son travail ethnographique, mené dans les localités où il a été enseignant, repose principalement sur l’observation participante. Il y décrit les coutumes et structures sociales des populations locales. Il est aussi l’auteur de Contes populaires du Mali, ouvrage en deux volumes paru à Paris en 1982. À partir de 1959, son œuvre prend une orientation plus historique. Il collabore régulièrement au quotidien L’Essor, outil de diffusion du discours historique officiel de la jeune République du Mali. Il y contribue à la construction d’un récit national postcolonial,.

#### Fonctions officielles
Dans les années 1960, Sidibé est nommé conseiller culturel auprès du ministère de l’Information et du Tourisme. Il intervient régulièrement sur Radio Mali pour raconter l’histoire du pays. Il quitte définitivement le service public en 1972. Il reçoit plusieurs distinctions honorifiques : la médaille d’honneur en bronze du ministère des Colonies en 1931, la médaille d’or de l’indépendance du Mali en 1966, et est élevé au rang d’officier de l’ordre national du Mali la même année.

### Élaboration du roman national malien
À partir de 1952, Mamby Sidibé entreprend un travail intellectuel d’envergure visant à reconstituer et diffuser l’histoire des royaumes et empires ouest-africains, notamment auprès de la jeunesse bamakoise. En 1959, à la demande de l’Association des parents d’élèves, la République soudanaise (futur Mali) lui confie la mission de reconstituer l’histoire du pays. Cette même année, il publie dans le numéro spécial de Notes africaines l’article Soundiata Keita, héros historique et légendaire, empereur du Manding, dans le contexte de la création de la Fédération du Mali.
En parallèle, il rédige en 1961 un rapport sur la cérémonie du Kamabolon de Kangaba, événement sacré organisé tous les sept ans. Cette cérémonie, autour de la réfection de la case sacrée, constitue un moment central de performance de la geste de Soundiata par les djeli, et s'inscrit dans le contexte de redécouverte de l'histoire de l'empire du Mali dans un contexte d'indépendance récente. Le rapport de Sidibé témoigne de la volonté de réactiver la mémoire nationale et de faire des héros du passé les fondements symboliques du Mali contemporain.
Ses publications dans L’Essor forment un socle idéologique majeur de la construction du récit historique malien. Il y présente l’Empire du Mali comme un modèle politique et civilisationnel, s’inscrivant en rupture avec les représentations dévalorisantes héritées de l’historiographie coloniale. Parfois, il use d’anachronismes assumés pour établir des ponts entre passé et présent révolutionnaire, décrivant par exemple une « armée nationale » au XIIIe siècle ou des institutions supérieures à celles de l’Europe médiévale. Dans cette perspective, le nom même de la République du Mali devient une revendication d’héritage autant qu’une réécriture de l’histoire dans une optique nationaliste.